# Битва при Пандосії
Битва при Пандосії – вирішальне зіткнення, котрим завершився похід царя Олександра I Епірського до Південної Італії. Ймовірно, ця подія відноситься до 330 р. до н.е.

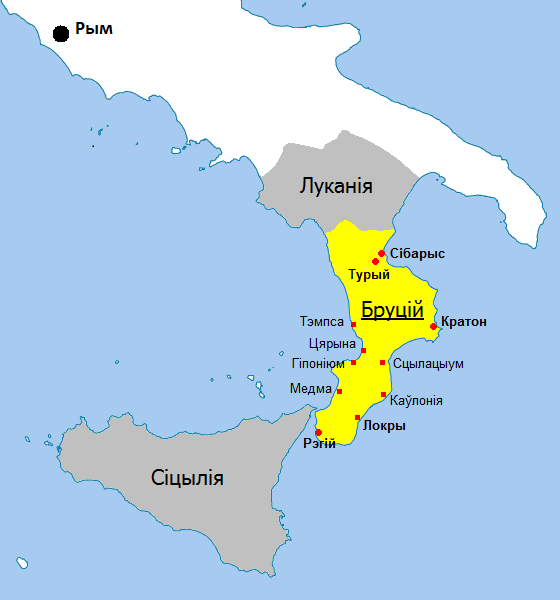
Бруттій та Луканія (на межі яких відбулась битва) на мапі Південної Італії

В той час, як Александр Македонський вирушив завойовувати Перську імперію, його дядько та цар Епіру Олександр вирішив здійснити похід до Італії. Тут він здобув чимало перемог над місцевими племенами – япігами, луканцями, самнітами, бруттіями. 
Біля 330 р. до н.е. епірський володар зайняв позиції коло Пандосії (на території Бруттію, проте неподалік від меж Луканії). Він розташував своє військо на трьох окремих пагорбах та здійснював звідси набіги на оточуючі місцевості. Втім, через якийсь час пішли безперервні зливи, котрі затопили поля та відрізали загони Олександра один від одного. Вороги скористались цим та розбили два з них, після чого обложили третій, котрим командував сам цар.
Олександр разом з відбірними воїнами відважно атакував ворога та, пробившись крізь його порядки, вбив провідника луканців. За цим епірці пустились до втечі та повинні були подолати річку, міст через який знесла недавня повінь (хоча його залишки все ще показували місце броду). Олександр замешкався, проте, помітивши наближення луканців, пустив коня в потік. Коли ж епірський володар вже вибрався на мілке місце, його вразив дротиком луканський вигнанець (Олександр мав при собі дві сотні таких луканців, котрі ще перед битвою знеслись зі своїми та обіцяли видати надавшого їм притулок епірця в обмін на повернення на батьківщину).
Над винесеним на берег річки тілом Олександра переможці узялись зганяти свою лють до цього воїтеля. Вони розрубали його навпіл та відправили одну з частин до Консенції (наразі Козенца) – бруттійського міста, узятого епірським царем під час попередніх кампаній. В труп царя кидали списи та каміння, допоки одна з жінок не вмовила співплемінників припинити це, щоб було можливо обміняти понівечені залишки на її полонених чоловіка та дітей. За версією Юстина, тіло епірського царя викупили та урочисто поховали мешканці розташованого неподалік від Пандосії грецького міста Фурії. Втім, Лівій повідомляє, що тіло Олександра привезли до Метапонту та далі відправили у Епір.